# DSQUARED²

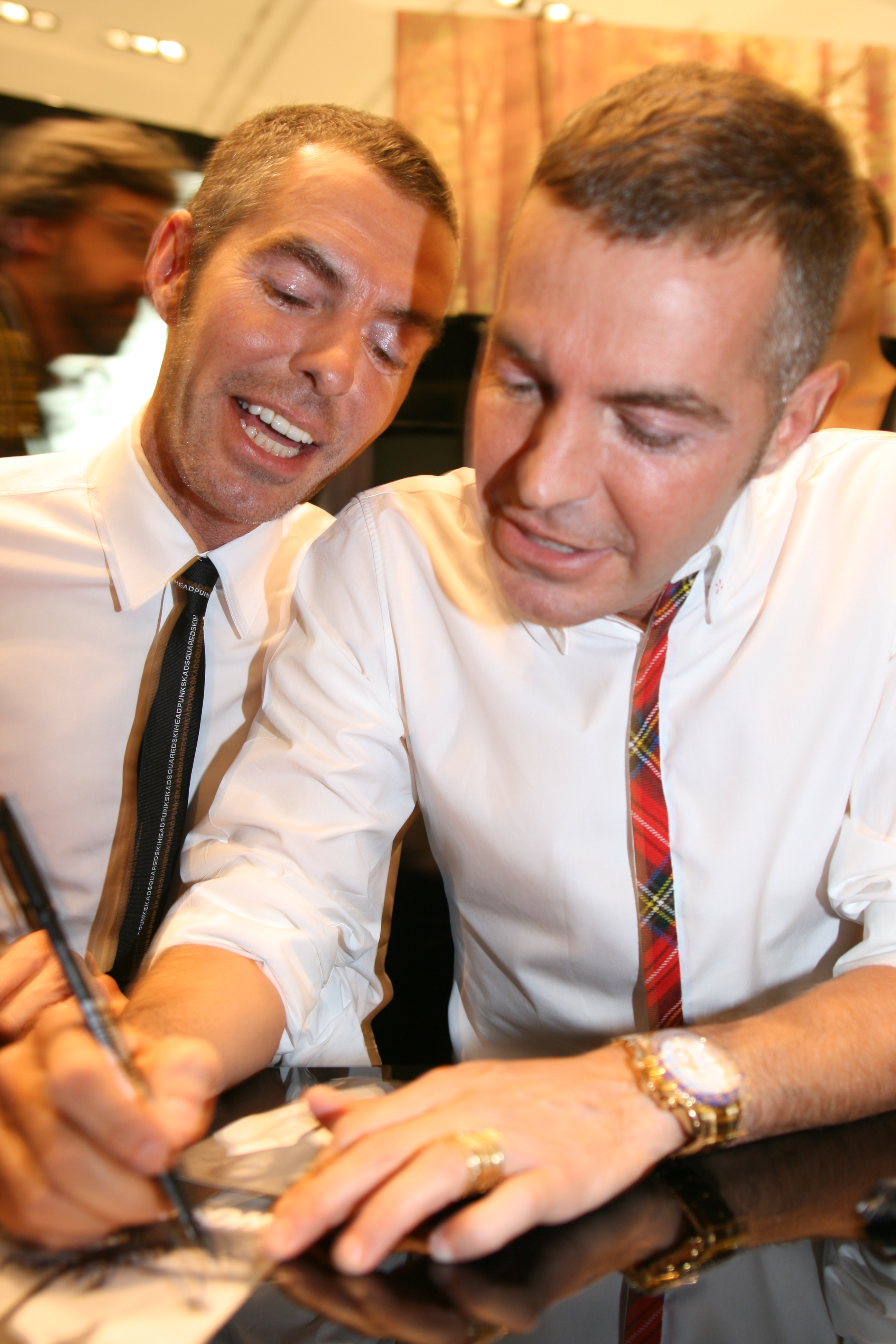
Дін Катен і Ден Катена

Dsquared² — бренд одягу, створений братами-близнюками Діном і Деном Кетенами (від народження Dean i Dan Catenacci).
Брати народилися в 1964 в Торонто. У 1983 переїхали до Нью-Йорку де один семестр навчалися в Новій школі дизайну Парсонс англ. Parsons The New School for Design. Потім повернулися в Канаду і в 1986 році як DEanDAN представили свою першу жіночу колекцію. У 1988 році вони працювали в Ports International (зараз Ports 1961). У 1991 переїхали до Мілана і працювали дизайнерами в Gianni Versace та Diesel, котрий сприяв їх власному бренду. В 1995 деб'ютували з оригінальною колекцією для чоловіків. Їх перша жіноча колекція була показана в лютому 2003.